# Aliud Pharma
Aliud Pharma GmbH este o companie farmaceutică germană cu sediul la Laichingen în Baden-Württemberg. Compania este o subsidiară a Stada și se ocupă cu distribuția de medicamente generice și non-generice.

## Legături externe
- Site web oficial